# Сухиня
Сухи́ня — село в Україні, у Бобровицькій міській громаді Ніжинського району Чернігівської області на річці Бистриці. Територія старостинського округу розташована в західній частині району та межує з територією колишнього Козелецького району.
Відстань до районного центру автомобільними шляхами — 71 км, до обласного центру — 113 км. Населення — 225 осіб (2019), дітей — 42, пенсіонерів — 52.

## Історія
За переказами, козаки, що оселилися в Рудьківці у XV ст., належали до сухинського товариства. Звідси, можливо, й походить назва Сухиня.
Польська люстрація Остерського староства 1628 р. згадує село Suchinia, 1636 р. — Suchiny.
У переписній книзі Малоросійського приказу (1666) згадується хуторъ Сухиня на річці Бобровиці. У ньому були 4 селянські двори (Леско Костюченко з трьома волами, Демянко Коновал із волом і конем, Івашко Θедоров сын Бурак із волом, Івашко Колесник із волом) та 1 двір бобыльской (Гаврилко Мелник).
Згідно з Генеральним слідством Київського полку, у 1726—1729 роках у селі було принаймні 3 двори. Село Сухинка належало до Бобровицької сотні, за давніх літ було під владою полковника київського. Полковник Костянтин Солонина дав село у володіння своєму онукові Івану Васильовичу Забілі (за універсалом гетьмана Скоропадського), товаришеві бунчуковому. Він же зі згоди свого швагра Ніжинського попа Максима Почеки продав ченцям Києво-Печерським, які ним володіли. Млин і винницю було куплено за власний кошт ченців, однак вони не мали на них документів. Там же вказано, що «въ селѣ Макаровцѣ и Сухинцѣ» 52 двора були маєтностями Києво-Печерської Лаври, але документи на право володіння були відсутні.
1781 року в деревнѣ Сухиняхъ було 9 хат козаків виборних, 12 хат підпомічників та 27 хат посполитих і козацьких підсусідків. За даними ревізії 1782 року 50 чоловіків та 54 жінки в деревнѣ Сухинкѣ належали до вѣдомства Макаровскаго Києво-Печерської Лаври. 1787 року тут жило 163 дорослих чоловіка — різного звання казенні люди (лаврські), козаки та люди власника генерал-поручика Дарагана.
За даними 1859 року населення села становило 400 осіб на 43 двори. Серед них — 190 чоловік та 210 жінок. Сухинька (Сухиня, Сухинь) — деревня казачья, казенная, владѣльческая, при безъименномъ болотѣ.
За переписом 1897 року в д. Сухинька Козелецького повіту Чернігівської губернії мешкало 587 людей, серед них — 293 чоловіка та 294 жінки. Усі назвали себе православними.
1900 року було майже закінчене будівництво школи грамоти (єпархіального відомства), розпочалися заняття. На момент відкриття школи в селі на кожних 6-7 дворів був один грамотний.
За даними податкових списків 1923 року в Сухині було 165 господарств, у яких мешкали 743 особи. Сухиня (разом із Мостищем, Марківцями, Рудьківкою та Макарівкою) належала до Козелецького району (а не Бобровицького) Ніжинської округи Чернігівської губернії. До райцентру були 22 версти польовими дорогами, до станції Бобровиця — 13 верст. Село мало свою сільраду, школу та хату-читальню, телефону не було.
12 червня 2020 року, відповідно до розпорядження Кабінету Міністрів України № 730-р «Про визначення адміністративних центрів та затвердження територій територіальних громад Чернігівської області», увійшло до складу Бобровицької міської громади.
19 липня 2020 року, в результаті адміністративно-територіальної реформи та ліквідації Бобровицького району, увійшло до складу Ніжинського району Чернігівської області.

## Політика

### Парламентські вибори, 2019
На позачергових парламентських виборах 2019 року у селі функціонувала окрема виборча дільниця № 740085, розташована у приміщенні будинку культури.
Результати
- зареєстрований 171 виборець, явка 60,82%, найбільше голосів віддано за Всеукраїнське об'єднання «Батьківщина» — 35,58%, за «Слугу народу» — 23,08%, за «Силу і честь» — 10,58%[16]. В одномандатному окрузі найбільше голосів отримав Борис Приходько (самовисування) — 30,93%, за Сергія Коровченка (самовисування) — 25,77%, за Олега Дмитренка (самовисування) — 11,34%[17].

## Пам'ятки
- Поселення Хутір[d] (2-1 тис. до н.е.);
- Братська могила радянських воїнів[d], які загинули у вересні 1943р.;
- Братська могила 36 радянських воїнів-розвідників[d], які загинули у вересні 1943р.;
- Пам’ятний знак воїнам-односельчанам[d], які загинули в роки Великої Вітчизняної війни;
- Братська могила радянських воїнів[d];
- Братська могила радянських воїнів[d];

## Постаті
- Колесник Віталій Павлович (1975—2015) — сержант Збройних сил України, учасник російсько-української війни.

## Виноски
1. 1 2  ПАСПОРТ територіальної громади Бобровицької міської ради. Архів оригіналу за 4 березня 2016. Процитовано 29 квітня 2019. [Архівовано 2016-03-04 у Wayback Machine.]
2. ↑  с. Сухиня та с. Щаснівка. Бобровицький район. Чернігівщина http://www.cult.gov.ua/blog/2008-03-11-186
3. ↑  Александровичъ М. Н. Остерскій уъезд: историческое описаніе. Ч. 1.: До окончанія смутъ въ Восточной Украинъ (1669 г.). — 1881. — с. 88, 102. http://libkor.com.ua/frm/download.php?part=1&id=123
4. ↑  Архивъ Юго-Западной Россіи. Ч. VII. Т. 1. Акты о заселении Юго-Западной Россіи. — Кіевъ, 1886. — с. 343.
5. ↑  Переписні книги 1666 року / Приготував до друку і зредагував В. О. Романовський. Всеукраїнська академія наук, Археографічна Комісія. — Київ, 1933, с. 346.
6. ↑  Н. П. Василенко. Генеральное слѣдствіе о маетностяхъ Кіевскаго полка 1729—1731 гг. // Чтенія въ Историческомъ обществѣ Нестора-лѣтописца, 1893, книга VII, отд. 3, с. 38, 41, 53. https://archive.today/20130417212847/ksm-m.ucoz.ru/load/zhurnaly_i_sborniki/chtenija_v_istoricheskom_obshhestve_nestora_letopisca/chtenija_v_istoricheskom_obshhestve_nestora_letopisca_kniga_7/45-1-0-798
7. ↑  В. І. Новгородцов. Описи Київського намісництва 70-80 років XVIII ст. — Київ, 1989. — с. 96.
8. ↑  Евгений (Болховитинов), митр. Описаніе Кіевопечерской Лавры съ присовокупленіемъ разныхъ грамотъ и выписокъ. — Кіевъ, 1826. — Прибавленіе къ описанію. — с. 139.
9. ↑  В. І. Новгородцов. Описи Київського намісництва 70-80 років XVIII ст. — Київ, 1989. — с. 273.
10. ↑  "Списки населённых мест Российской Империи. XLVIII. Черниговская губерния, 1866, с. 62. http://narod.ru/disk/15142447000/Chernigovskaya_gub-1866.rar.html
11. ↑  Населенныя мѣста Россійской Имперіи въ 500 и болѣе жителей. 1905. — с. 264.
12. ↑  Козелецкое уездное земское собрание. Журналы Козелецкого уездного земского собрания. 1900 год. — C. 34-36, 127—128. http://www.knigafund.ru/books/81173 [Архівовано 4 березня 2016 у Wayback Machine.]
13. ↑  Список населенных мест Черниговской губернии. 1924 год  / Центральное статистическое управление; Черниговское губернское статистическое бюро. — Чернигов: Гостиполитография, 1924. — c. 46-47.
14. ↑  Про визначення адміністративних центрів та затвердження територій територіальних громад Чернігівської області. Офіційний вебпортал парламенту України (укр.). Процитовано 10 липня 2022.
15. ↑  Постанова Верховної Ради України від 17 липня 2020 року № 807-IX «Про утворення та ліквідацію районів»
16. ↑  Підсумки голосування на виборчих дільницях у загальнодержавному виборчому окрузі в межах ОВО № 210, Чернігівська область. Позачергові вибори народних депутатів України 2019 року.
17. ↑  Відомості про підрахунок голосів виборців на виборчих дільницях одномандатного виборчого округу № 210, Чернігівська область. Позачергові вибори народних депутатів України 2019 року.